# 若狭海浜公園
若狭海浜公園（わかさかいひんこうえん）は沖縄県那覇市若狭にある海浜公園。 若狭緑地とも。

## 概要
波上宮が鎮座する波の上ビーチと那覇泊港の間、約600mの海岸沿いに造られた都市公園である。
久米通りが公園を東西に分断しており、東側は芝生広場や若狭公園テニスコート等があり、西側は樹木が多く植えられ波の上ビーチと旭ヶ丘公園に繋がる。
2011年に那覇市が中国・福州市との友好都市締結30周年を記念して、旅客船の停泊場所近くに高さ約15メートル・幅約3メートルの2体の龍柱の設置を当時那覇市長だった翁長雄志（※2018年8月死去）によって2012年に計画され、城間幹子市長時代の2015年12月に完成した。しかし、「当初の総事業費は約2億6700万円が最終的な総事業費は約3億3300万円に上ったこと」「約2億1300万円は国からの交付金を充てる計画だったが、工事の遅れ等によって繰り越しができずに大半が那覇市の負担になったこと」「中国産の石材を使って中国の業者が製作して事業費も中国側に流れるため、交付金事業としてふさわしくないこと」「龍柱には中国の冊封体制に入ったことを象徴する4本爪を用いていること」などという批判もあがった。

## 交通アクセス
- ゆいレール 県庁前駅 徒歩13分

## 周辺
- 波上宮、波の上ビーチ、波の上緑地（隣接）
- 那覇市立若狭小学校
- 福州園
- 対馬丸記念館
- 沖縄県庁舎
- 那覇市庁舎